# Suspect numéro un (film, 2020)
Pour plus de détails, voir Fiche technique et Distribution.
Suspect numéro un (Target Number One ou Most Wanted aux États-Unis) est un thriller policier biographique canado-britannique écrit et réalisé par Daniel Roby sorti en 2020. Il s'agit d'un long-métrage librement inspiré de l'affaire Alain Olivier, un Québécois incarcéré par erreur pour trafic de drogue dans une prison thaïlandaise dans les années 1980. Son histoire avait été révélée au grand jour par le journaliste de The Globe and Mail, Victor Malarek.

## Synopsis
Un ex-héroïnomane âgé de 25 ans, Daniel Léger, se fait prendre par erreur et manipuler dans une énorme opération policière organisée par des ripoux qui l'accusent d'importer de la drogue de la Thaïlande vers le Canada. Parallèlement, un journaliste canadien découvre cette histoire et se met à enquêter sur cette arrestation.

## Fiche technique
- Titre original et international : Target Number One
- Titre québécois : Suspect numéro un
- Titre alternatif (États-Unis) : Most Wanted
- Réalisation et scénario : Daniel Roby
- Directeur artistique : David Pelletier
- Costumes : Véronique Marchessault
- Maquillage : Nathalie Trépanier
- Photographie : Ronald Plante
- Montage : Yvann Thibodeau
- Son : Simon Brien, Martin Pinsonnault, Christian Rivest et Stéphane Bergeron
- Musique : Éloi Painchaud, Jean-Phi Goncalves et Jorane
- Producteurs : Daniel Roby, André Rouleau et Valérie d'Auteuil
- Sociétés de production : Saban Films, Highland Film Group, Telefilm Canada, SODEC Québec, GoldRush Entertainment et Caramel Films
- Société de distribution : Les Films Séville (Canada), Saban Films (États-Unis), Universal Pictures (France)
- Budget : 7 300 000 $ CA [3]
- Pays d'origine :  Canada,  Royaume-Uni
- Langue originale : anglais, français et thaï
- Format : couleur – 2.39:1
- Genre : Film biographique policier, thriller
- Durée : 135 minutes
- Dates de sortie : 
  -  Canada et  Québec : 10 juillet 2020
  -  États-Unis : 24 juillet 2020
  -  France : 1er décembre 2020 (en DVD)

## Distribution
- Antoine Olivier Pilon (VF : Julien Crampon ; VQ : lui-même) : Daniel Léger
- Jim Gaffigan (VF : Gil Morvan) : Glen Picker
- Josh Hartnett (VF : Damien Boisseau ; VQ : Martin Watier) : Victor Malarek (en), journaliste d'enquête au Globe & Mail
- Stephen McHattie (VF : Michel Vigné ; VQ : Jean-Luc Montminy) : le sergent Frank Cooper, police fédérale
- Cory Lipman : (VF : Simon Merlin ; VQ : Kevin Houle) Al Cooper
- Don McKellar (VF : Sébastien Ossard ; VQ : Antoine Durand) : Norm
- Rose-Marie Perreault (VF : Kahina Tagherset) : Mary
- Amanda Crew (VQ : Kim Jalabert) : Anna Malarek
- Nadia Verrucci : Denise
- Frank Schorpion : sergent Jim Raive, agent fédéral
- Alan Fawcett : John Woodbridge
- J. C. MacKenzie (VF : Gabriel Le Doze ; VQ : François Sasseville) : Arthur
- Linda Sorgini : la mère de Daniel

 Source et légende : version française (VF) sur RS Doublage
 Source et légende : version québécoise (VQ) sur Doublage.qc.ca